# Arcó de Pel·la
Arcó de Pel·la (grec antic: Ἄρχων, llatí: Archon) va ser un militar macedoni, nomenat sàtrapa de Babilònia en el repartiment dels territoris que es va fer amb el Pacte de Triparadisos posterior a la mort del rei Alexandre el Gran. En parlen Diodor de Sicília i l'historiador Justí.
Probablement és el mateix Arcó fill de Clínies esmentat per Arrià que va formar part de l'expedició d'Alexandre a l'Índia.
Una inscripció trobada a Delfos diu que aquest Arcó va participar en els Jocs Ístmics i als Jocs Pítics els anys 333 aC i 332 aC, on va guanyar a les curses de cavalls.